# باشگاه فوتبال تاچم تاون
باشگاه فوتبال تاچم تاون (به انگلیسی: Thatcham Town Football Club) یک باشگاه فوتبال در شهر تاچم ، کشور انگلستان است که در سال ۱۸۹۴ میلادی تأسیس شده‌است.